# Walfriede Schmitt
Walfriede „Wally“ Schmitt (* 9. März 1943 in Berlin-Neukölln) ist eine deutsche Schauspielerin, Hörspielsprecherin und Autorin. Seit Anfang der 1960er Jahre hat sie in über 110 Film- und Fernsehproduktionen mitgespielt. Dem gesamtdeutschen Fernsehpublikum wurde sie ab 1995 in der Sat.1-Krankenhausserie Für alle Fälle Stefanie als Oberschwester Klara Junge bekannt. Ab 1966 wirkte Schmitt in etlichen Theaterinszenierungen, so von 1972 bis 1994 an der Volksbühne Berlin.

## Leben

### Herkunft und Ausbildung
Walfriede Schmitt stammt aus einer Künstlerfamilie. Sie ist die Tochter des Dramaturgen Walter Schmitt und der Schauspielerin Elfriede Florin (1912–2006). Der Name „Walfriede“ setzt sich aus den Vornamen der Eltern zusammen. Ihre Enkelin ist die Schauspielerin Ella Zirzow (* 2002). Sie wuchs in Berlin-Neukölln auf und schloss sich den „Jungen Pionieren“ an. Nach Schulabschluss begann sie ein Studium der Sinologie an der Humboldt-Universität zu Berlin, brach dies aber nach drei Semestern vorzeitig ab, um von 1963 bis 1966 an der Hochschule für Schauspielkunst Ernst Busch zu studieren.

### Film und Fernsehen
Bereits vor ihrer Schauspielausbildung übernahm Schmitt 1962 an der Seite ihrer Mutter Elfriede Florin in Heinz Thiels Kriminalfilm Tanz am Sonnabend – Mord? ihre erste Rolle in einem DEFA-Kinospielfilm, wo sie in einer Nebenrolle eine Zahnarztpatientin spielte. Seit 1971 wirkt sie regelmäßig in Film- und Fernsehproduktionen, wobei sie zunächst erst in kleineren Rollen zu sehen war. Joachim Kunert besetzte sie 1974 in der Anna-Seghers-Verfilmung Das Schilfrohr in ihrer ersten Hauptrolle als Vollwaise Marta Emrich, die im Herbst 1944 eine Gärtnerei in einem kleinen Dorf in der Nähe Berlins bewirtschaftet. Unter der Regie von Wolfgang Hübner spielte sie in Geschwister, basierend auf einem Buch von Gisela Richter-Rostalski, die Zugbegleiterin und Mutter Hella Wille der von Marijam Agischewa verkörperten Protagonistin. Zwischen 1977 und 1991 übernahm sie mehrfach Gastrollen in Der Staatsanwalt hat das Wort. 1979 war sie an der Seite von Dieter Mann als dessen Filmverlobte Beth Heewater in Christa Mühls Die Rache des Kapitäns Mitchell zu sehen. Von 1980 bis 1995 gastierte sie in Filmen der Krimireihe Polizeiruf 110. 1989 spielte sie in einer Nebenrolle als Mutter des von Matthias Freihof dargestellten Protagonisten in Heiner Carows Coming Out, dem letzten DEFA-Kinofilm vor dem Mauerfall.
Nach der Wende konnte Schmitt an ihre Karriere in der DDR nahtlos anknüpfen. Bodo Fürneisen besetzte sie 1992 als ehemalige Sängerin Constanze an der Seite von Jutta Wachowiak, Christine Schorn und Ursula Werner in dem Filmdrama Scheusal, das das Drama von vier Schwestern, die in den 1950er Jahren als Schlagersängerinnen zusammen auftraten, zeigt. Ihre Darstellung in dem Drama brachte ihr und ihren Kolleginnen den Goldenen Gong ein. Bekannt wurde sie dem gesamtdeutschen Publikum vor allem in der Sat.1-Krankenhausserie Für alle Fälle Stefanie, wo sie von 1995 bis 2003 die Rolle der Oberschwester Klara Junge verkörperte. Unter der Regie von Rolf Losansky spielte sie 1999 an der Seite von Günter Naumann das Elternpaar im Kino-Märchenfilm Hans im Glück. In der ZDF-Arztserie Der Landarzt war sie als Ellen Petri, der Lebensgefährtin des Fischers Kalle Opdehn (dargestellt von Klaus Gehrke), von 2006 bis zu ihrem Serientod 2011 in mehreren Folgen zu sehen. Größere späte Aufmerksamkeit erhielt sie 2020 durch ihre Rolle der Ingrid Brettschneider in dem Improvisations-Roadmovie Für immer Sommer 90 an der Seite von Charly Hübner als dessen Filmmutter, die ihr den Deutschen Schauspielpreis 2021 in der Kategorie Starker Auftritt einbrachte.
Schmitt übernahm neben ihren Aufgaben in Kino- und Fernsehfilmen wiederholt Gastauftritte in Fernsehserien- und reihen, u. a. in Ein Fall für zwei, Kanzlei Bürger, Praxis Bülowbogen, Tatort, Der letzte Zeuge, In aller Freundschaft, Notruf Hafenkante und den verschiedenen SOKO-Sendeformaten des ZDF.

### Theater und Tätigkeit als Autorin
1966 debütierte Schmitt am Landestheater in Parchim. Ab 1972 gehörte sie zum festen Ensemble an der Volksbühne Berlin, die sie 1994 nach 22 Jahren verließ. Sie arbeitete dort mit Regisseuren wie Brigitte Soubeyran, Horst Bonnet, Benno Besson, Fritz Marquardt, Heiner Müller, Matthias Langhoff, Frank Castorf, Christoph Schlingensief und Johann Kresnik zusammen. Für ihre Rolle „Meine Person“ in Die Legende vom Glück ohne Ende im Theater Schwedt sowie für ihre Darstellung der Blacaman in Der Falschspieler wurde sie jeweils mit einem Darstellerpreis ausgezeichnet. Schmitt arbeitete zudem in den USA und in Kanada als Dozentin für Schauspiel.
In der am 8. März 2013 an der Comödie Dresden uraufgeführten Komödie Kalendergirls von Tim Firth, die auf Nigel Coles Kalender Girls basiert, spielte Schmitt die Rolle der Ruth an der Seite von Renate Blume, Uta Schorn, Angelika Mann, Ursula Karusseit und Heidi Weigelt.
2009 gab Schmitt ihren Debütroman Gott ist zu langsam: Also denn um sechse bei Werner! heraus.

### Politisches und soziales Engagement
Von Dezember 1989 bis März 1990 war Schmitt als erste Frau als Vorsitzende des Zentralvorstandes der Gewerkschaft Kunst bzw. der Gewerkschaft Kunst, Kultur, Medien im Freien Deutschen Gewerkschaftsbund (FDGB). Überdies war sie zwei Jahre Mitglied des im Dezember 1989 gegründeten Unabhängigen Frauenverbandes. Während der Wende 1989 wurde sie zur Vorsitzenden der Gewerkschaft Kunst im FDGB gewählt. Außerdem arbeitete sie 1989 maßgeblich in der entstehenden Ostberliner Frauenbewegung mit und sorgte als Mitglied des Ensembles der Volksbühne dafür, dass dort am 3. Dezember 1989 die Gründungsveranstaltung des Unabhängigen Frauenverbandes der DDR mit über 1000 Frauen stattfinden konnte. Auf dieser Veranstaltung verlas sie das von der Kulturwissenschaftlerin Ina Merkel verfasste „Manifest für eine autonome Frauenbewegung“.
Schmitt engagiert sich auch sozial als ehrenamtliche Botschafterin der Stiftung Kinderhospiz Mitteldeutschland Nordhausen e. V. in Tambach-Dietharz.

## Filmografie

### Kino
- 1962: Tanz am Sonnabend – Mord?
- 1964: Der fliegende Holländer, Sprecherin (engl. Fassung)
- 1977: Ottokar der Weltverbesserer
- 1977: Trampen nach Norden
- 1978: Ein Sonntagskind, das manchmal spinnt
- 1982: Alexander der Kleine (Александр маленький)
- 1982: Die Beunruhigung
- 1983: Moritz in der Litfaßsäule
- 1984: Paulines zweites Leben
- 1984: Bockshorn
- 1984: Eine sonderbare Liebe
- 1986: Blonder Tango
- 1986: Wie die Alten sungen…
- 1987: Das Schulgespenst
- 1989: Zwei schräge Vögel
- 1989: Coming Out
- 1990: Die Sprungdeckeluhr
- 1993: Zirri – Das Wolkenschaf
- 1993: Die tödliche Maria
- 1996: Ein Bernhardiner namens Möpschen
- 1996: Die totale Therapie
- 1999: Hans im Glück
- 2004: Der Dolch des Batu Khan
- 2004: Remember (Kurzfilm)
- 2007: Du bist nicht allein
- 2007: Weisse Lilien
- 2014: Der Tropfen – Ein Roadmovie
- 2014: Von jetzt an kein Zurück
- 2019: Freies Land
- 2022: Milchzähne

### Fernsehen

#### Fernsehfilme
- 1974: Das Schilfrohr
- 1975: Kostja und der Funker
- 1975: Der goldene Elefant
- 1975: Karlemanns Brücke
- 1975: Geschwister
- 1976: Auf der Suche nach Gatt
- 1977: Dantons Tod (Studioaufzeichnung)
- 1978: Über sieben Brücken mußt du geh’n
- 1979: Plantagenstraße 19
- 1979: Die lange Straße (Fünfteiler)
- 1979: Die Rache des Kapitäns Mitchell
- 1979: Zwillinge – oder Nimm dir ein Beispiel an Evelyn
- 1980: Glück und Glas
- 1982: Gitarre oder Stethoskop
- 1982: Benno macht Geschichten (Zweiteiler)
- 1982: Bahnwärter Thiel
- 1983: Die lieben Luder
- 1983: Spinnefix
- 1984: Paulines zweites Leben
- 1985: Franziska
- 1986: Pelle der Eroberer
- 1986: Jorinde und Joringel
- 1986: Weihnachtsgeschichten
- 1986: Die Weihnachtsklempner
- 1987: Käthe Kollwitz – Bilder eines Lebens
- 1989: Schluck und Jau
- 1989: Die gläserne Fackel (Mehrteiler, 4 Folgen)
- 1990: Alter schützt vor Liebe nicht
- 1990: Marie Grubbe
- 1991: Der Staatsanwalt hat das Wort: Bis zum bitteren Ende
- 1992: Tandem
- 1992: Scheusal
- 1992: Mandelküsschen
- 1992: Das Ende vom Anfang (Theateraufzeichnung)
- 1997: Heiß und kalt
- 2000: Mord im Swingerclub
- 2002: Ich bring Dich hinter Gitter
- 2005: Popp Dich schlank!
- 2009: Frauen wollen mehr
- 2010: Keiner geht verloren
- 2020: Für immer Sommer 90

#### Fernsehserien und -reihen
- 1977: Der Staatsanwalt hat das Wort: Eine Waschmaschine
- 1979: Guten Morgen, du Schöne: Steffi
- 1980: Polizeiruf 110: Der Einzelgänger
- 1982: Der Staatsanwalt hat das Wort: Gefährliche Freundschaft
- 1984: Der Staatsanwalt hat das Wort: Ein leeres Haus
- 1987: Einzug ins Paradies (6 Folgen)
- 1987: Kiezgeschichten (7 Folgen)
- 1987: Polizeiruf 110: Unheil aus der Flasche
- 1988: Polizeiruf 110: Eifersucht
- 1989: Johanna (Folge Kalle wirds schon machen)
- 1990: Polizeiruf 110: Ball der einsamen Herzen
- 1990: Polizeiruf 110/Tatort – Unter Brüdern
- 1993: Ein Fall für zwei (Folge Rache)
- 1994: Fritze Bollmann will nicht angeln (2 Folgen)
- 1995; 1997: A.S. – Gefahr ist sein Geschäft (verschiedene Rollen, 2 Folgen)
- 1995–2004: Für alle Fälle Stefanie (285 Folgen)
- 1995: Polizeiruf 110: Jutta oder Die Kinder von Damutz
- 1995: Kanzlei Bürger (Folge Das doppelte Ottchen)
- 1996: Praxis Bülowbogen (Folge Zurück zu den Wurzeln)
- 1998: Tatort: Tanz auf dem Hochseil
- 1999: Der letzte Zeuge (Folge Die Fliegen, die Maden, der Tod)
- 2001: St. Angela (Folge Fegefeuer der Eitelkeiten)
- 2006–2011: Der Landarzt (7 Folgen)
- 2006: In aller Freundschaft (Folge Stille Versprechen)
- 2007: girl friends – Freundschaft mit Herz (Folge Soko Townhouse)
- 2008: Küstenwache (Folge Die Abrechnung)
- 2014: Notruf Hafenkante (Folge Die Außenseiterin)
- 2016: SOKO Wismar (Folge Damenwahl)
- 2017: In aller Freundschaft (Folge 755 Schmerzhafte Einsichten)
- 2018: SOKO Leipzig (Folge Missing in Action)
- 2022: Freunde sind mehr – Zur Feier des Tages
- 2022: Freunde sind mehr – Viergefühl
- 2023: Einspruch, Schatz! – Unter Vätern

## Hörspiele
- 1975: Linda Teßmer: Der Fall Tina Bergemann (Sieglinde) – Regie: Hannelore Solter (Hörspiel – Rundfunk der DDR)
- 1976: Heinrich von Kleist: Prinz Friedrich von Homburg (Kurfürstin) – Regie: Joachim Staritz (Hörspiel – Rundfunk der DDR)
- 1976: Adolf Glaßbrenner: Antigone in Berlin (Schauspieler in der Antigone-Aufführung) – Regie: Werner Grunow (Hörspiel Kunstkopf – Rundfunk der DDR)
- 1976: Inge Meyer: Rödelstraße 14 (Kollegin Blecha) – Regie. Barbara Plensat (Hörspiel aus der Reihe: Tatbestand, Folge 7 – Rundfunk der DDR)
- 1978: Erich Schlossarek Der Aufschub – Regie: Christoph Schroth (Hörspiel – Rundfunk der DDR)
- 1978: Isaak Babel: Maria (Kalaykowa) – Regie: Joachim Staritz (Hörspiel – Rundfunk der DDR)
- 1981: Brigitte Hähnel: Die Einladung (Mammi) – Regie: Barbara Plensat (Hörspiel – Rundfunk der DDR)
- 1982: Rolf Wohlgemuth: Auf der Schaukel – Regie: Werner Grunow (Hörspiel – Rundfunk der DDR)
- 1982: E. T. A. Hoffmann: Wenn man einen Nußknacker liebt (Mutter) – Regie: Christa Kowalski (Kinderhörspiel – Rundfunk der DDR)
- 1982: Edith Bergner: Adebar, der Klapperstorch (Erzählerin) – Regie: Karin Lorenz (Kinderhörspiel – Litera)
- 1984: Annelies Schulz: Schiewas Rache oder Die Geschenke der Götter (Salambra) – Regie: Norbert Speer (Kinderhörspiel – Rundfunk der DDR)
- 1985: Hans Fallada: Geschichten vom Mäuseken Wackelohr und von der gebesserten Ratte (Hausfrau) – Regie/Bearbeitung: Peter Brasch (Kinderhörspiel – Litera)
- 1985: Horst Hawemann: Die Katze, die immer nur ihre eigenen Wege ging (Ich-glaube-Kuh) – Regie: Barbara Plensat (Kinderhörspiel frei nach Motiven von Rudyard Kipling – Litera)
- 1986: Jacob Grimm/Wilhelm Grimm: Schneeweißchen und Rosenrot (Mutter) – Regie: Maritta Hübner (Kinderhörspiel – Litera)
- 1986: Volksmärchen: Petrea und die Blütenkaiserin und andere Volksmärchen aus aller Welt (Petreas Mutter, Erzählerin) – Regie/Bearbeitung: Dieter Scharfenberg (Kinderhörspiel – Litera)
- 1988: Pjotr Jerschow: Gorbunok, das Wunderpferdchen (Stute) – Regie: Norbert Speer (Kinderhörspiel – Rundfunk der DDR)
- 1989: Ursula Ullrich: Traumpferdreiten oder: Wo kommen bloß die Babies her? (Pferd) – Regie: Karin Lorenz (Kinderhörspiel – Litera)

## Bibliografie
- Walfriede Schmitt: Gott ist zu langsam: Also denn um sechse bei Werner! Thurneysser Verlag Friedrich Kleinhempel, Berlin 2009, ISBN 978-3-939176-96-1.

## Auszeichnungen
- 1988: Kunstpreis der DDR
- 1992: Goldener Gong für Scheusal
- 2003: Berliner Frauenpreis
- 2021: Deutscher Schauspielpreis in der Kategorie Starker Auftritt in Für immer Sommer 90